# Nicholas Yonge
Nicholas Yonge (també escrit Young, Younge (Lewes, Sussex (1560) - St Michael, Cornhill, Londres, 23 d'octubre, 1619), va ser un cantant i editor anglès.
És famós per publicar la Musica transalpina (1588), la primera col·lecció de madrigals italians amb les seves paraules traduïdes a l'anglès. La primera de les antologies de madrigals isabelins, va ser enormement popular i va començar una moda per a la composició i interpretació de madrigals a Anglaterra que va durar fins a les dues primeres dècades del segle XVII. William Heather, fundador de la càtedra de música de la Universitat d'Oxford, va incloure el llibre al seu retrat, pintat c. 1627, confirmant la longevitat de la influència i popularitat de Musica transalpina.
La col·lecció conté 57 peces separades de 18 compositors, amb Alfonso Ferrabosco l'ancià que té més, i Luca Marenzio el segon. Ferrabosco va viure a Anglaterra fins al 1578, fet que podria explicar el gran nombre de les seves composicions al llibre; era relativament desconegut a Itàlia.
El 1597, Yonge va publicar un segon llibre (Musica transalpina: "The Second Booke of Madrigalles,... translated out of Sundrie Italian Authors"). Compositors com John Wilbye i Thomas Weelkes van utilitzar les peces d'ambdues col·leccions com a models per al seu treball.